# 鳥取城北高等学校
鳥取城北高等学校（とっとりじょうほくこうとうがっこう）は、鳥取県鳥取市西品治にある私立高等学校。学校法人鳥取学園が運営している。

## 沿革
- 1963年3月12日 - 学校法人矢谷学園鳥取城北高等学校、設立認可。
- 1963年4月12日 - 開校。普通科、商業科、家庭科を設置。校章制定。
- 1964年4月 - 鳥取市西品治の新校舎に移転。校旗・校歌制定。
- 1976年4月 - 専攻科設置。
- 1988年4月 - 普通科（教養、進学、体育、志学科コース）・商業科（商業、情報処理コース）を設ける。
- 1989年4月 - 情報処理科新設（情報処理コース、OAコース）。
- 1998年4月 - 情報処理コースを情報進学コースに名称変更。
- 2000年4月 - 教養コースを普通コースに名称変更。
- 2004年3月 - 専攻科を廃止。
- 2004年4月 - 情報処理科（経営情報コース）、商業科（総合ビジネスコース）とコース名変更し、普通科（普通、志学科、進学、体育コース）と併せ3科6コースとする。
- 2009年4月 - 情報処理科を募集停止、総合ビジネスコースを総合情報ビジネスコースに名称変更し体育コースを男女共学コースとする。
- 2010年4月 - 志学科コースを志学コースに名称変更。
- 2019年4月 - 設置者が学校法人鳥取学園に名称変更。

## 設置学科
普通科
- 研志コース
- 志学コース
- スポーツ科学コース
- スポーツ特進コース

## 教育方針
- 同校では、以下のような教育方針を掲げている。

建学の精神
- 質実剛毅の校訓を基底に、知・徳・体の調和と統一のとれた教育活動を展開し、明朗闊達にして進取の気象に富んだ人材の育成をめざす。

教育の目標
- 一人ひとりの個性を尊重し、能力・適性の伸長を図る。
- 心身の健康に努め、逞しい活力と強靱なる意志力の養成を図る。
- 自他の生命・人格を尊重し、自然愛・人間愛を大切にする豊かな情操の陶冶を図る。
- 社会に役立つ学問と礼儀正しい人間の育成を図る。

## 教育形態
同校では2013年度より、各授業45分、一日6限形態の授業を行っている。
また、志学コースの生徒には特別に7限授業、さらに部活動を行っている生徒に対しては、部活動終了後の時間を利用して補習を行うなど、部活動のみならず、生徒の学力向上にも力を入れている。
また、有志の生徒を対象に放課後や土日祝日にも授業を行っている。

## 部活動
同校では部活動が盛んに行われており、中でも現校長・理事長である石浦外喜義の指導する相撲部は照ノ富士、逸ノ城、石浦、狼雅など、多くの関取を輩出していることで知られている。特に照ノ富士は鳥取城北初となる横綱で知られる。
硬式野球部は、夏の県大会で準優勝4回、選抜でも補欠校1位4回と、長年あと一歩で甲子園出場を逃し続けてきたが、2009年の夏の鳥取県大会で初優勝して悲願の甲子園出場を果たした。
応援部は、2008年の暮れに結成され、翌年の1月には早稲田大学の応援部を同校に招き3日間の指導を仰いだ。また、2009年の全国高等学校野球選手権大会では、創部後約半年にして本格的な応援パフォーマンスをみせ、地元メディアを賑わせた。
2012年の第94回全国高校野球選手権鳥取大会決勝では接戦の末、鳥取城北が逃げ切った。鳥取城北は3年ぶり2度目の優勝。春夏連続で甲子園への切符を手にした。
第94回全国高校野球選手権大会3日目の1回戦第4試合に登場。鳥取城北（鳥取）と香川西（香川）が対戦し、鳥取城北が香川西を3－1で降し初戦を突破した。鳥取城北は春夏通じて甲子園初勝利。
2013年の第95回全国高校野球選手権記念鳥取大会で鳥取城北が八頭を7－4で下し、2年連続3度目の優勝を飾った。2連覇は第79回大会の八頭以来16年ぶり。
2015年の第97回全国高校野球選手権鳥取大会で鳥取城北が鳥取西に9－6で勝ち、2年ぶり4度目の夏の甲子園出場を決めた。
2018年の第100回全国高校野球選手権記念鳥取大会決勝で米子西に8-0で勝ち、3年ぶり5度目の夏の甲子園出場を決めた。

甲子園 通算勝利数（夏）1 勝	通算敗戦数（夏）5 敗	通算勝利数（春）1 勝	通算敗戦数（春）2 敗
男子バスケットボール部は全国的な強豪として知られており2024年のウインターカップでは準優勝、2025年のインターハイでは初優勝を達成。
設置部活動は以下の通り。
運動部
- 剣道部
- サッカー部
- 柔道部
- 相撲部
- ソフトテニス部
- バドミントン部
- 硬式野球部（選手権：出場5回／選抜：出場3回）※2020年の選抜大会は新型コロナで中止。出場回数のみカウント
- スキー部
- 陸上競技部
- 駅伝部
- バスケットボール部
- バレーボール部（女）
- テニス部
- ソフトボール部（女）
- 新体操部
- ボクシング部
- ボート部
- ダンス部
- 弓道部
- 空手道部

文化部
- 吹奏楽部
- 美術部
- 応援チア部
- 放送部
- 新聞部
- 書道部
- 軽音楽部
- 茶道部
- アントレプレナー部
- グローバル部

## 校内施設
主な校内施設としては、講堂、図書室、自習室、情報処理実習室、OA実習室、書道室、ウェイトトレーニングルーム、第1・第2・第3体育館、柔道場、剣道場、相撲道場、食堂、グランドなどがある。全教室に冷暖房が完備されており、充実した教育環境が整っている。
志学コースの生徒のみ、普通科・商業科とは別に「志学科校舎」で授業を受けていたが、現在は全ての生徒が同じ校舎で授業を受けている。

## 訴訟・裁判
2010年、（当時）30代男性が同高非常勤講師として採用、2014年に学級担任に就いた前後一ヶ月間で20日間連続、及び時間外労働が110時間と業務量が増加、4月に鬱病を発症し自殺。後、自殺した元講師の遺族が同高を運営する学校法人鳥取学園に対し9,900万円の支払いを求める訴訟。
2020年4月10日、鳥取地方裁判所 （大野祐輔裁判長） にて第一回口頭弁論、原告側は過重労働によって鬱病を発症し自殺に至ったと主張。被告側は請求棄却を求めた。

## 著名な卒業生

### 野球
- 川口和久 - 元・プロ野球選手（広島東洋カープ、読売ジャイアンツ投手）、元・読売ジャイアンツ投手総合コーチ、野球解説者
- 能見篤史 - 元プロ野球選手、(阪神タイガース、オリックス・バファローズ投手)、野球解説者
- 藤原良平 - 元プロ野球選手、埼玉西武ライオンズ投手

### 相撲
- 水戸龍聖之 - 大相撲力士
- 美ノ海義久 - 大相撲力士
- 貴健斗輝虎 - 大相撲力士
- 狼雅外喜義 - 大相撲力士
- 天照鵬真豪 - 大相撲力士
- 伯桜鵬哲也 - 大相撲力士
- 尊富士弥輝也 - 大相撲力士
- 松井奏凪人 - 大相撲力士
- 照ノ富士春雄 - 元・大相撲力士、第73代横綱、年寄・伊勢ヶ濱
- 琴光喜啓司 - 元・大相撲力士、最高位大関
- 逸ノ城駿 - 元・大相撲力士、最高位関脇
- 石浦鹿介 - 元・大相撲力士、年寄・間垣
- 境澤賢一 - 元・大相撲力士
- 星風芳宏 - 元・大相撲力士
- 大翔湖友樹 - 元・大相撲力士
- 城ノ龍康允 - 元・大相撲力士
- 貴ノ岩義司 - 元・大相撲力士
- 大喜鵬将大 - 元・大相撲力士
- 木﨑海伸之助 - 元・大相撲力士
- 朝日龍克宗 - 元・大相撲力士
- 北青鵬治 - 元・大相撲力士
- 網谷勇志（中学生横綱、US SUMO OPEN（英語版）優勝(2017年、2019年)、実業家、YouTuber、俳優）

### ボクシング
- 田中聖二 - 元・プロボクサー

### プロレス
- 石田有輝 - プロレスラー

### 芸能
- 団長安田 - お笑いタレント・安田大サーカス
- 福田貴訓 - 作曲家、ミュージシャン、caminoベース
- 佐々木えるざ - 2009ミス・ワールド日本代表
- 川野翔- お笑いタレント

## その他
- 2010年2月23日発売の、サントリー「なっちゃんオレンジ50」の全国版CMに、同校の女子生徒がエキストラとして起用された。
- 同校の硬式野球部は、毎朝鳥取駅周辺の清掃活動を行っている。(2023.12.7時点ではしていない。)